# Long Châu Tiền
Long Châu Tiền là một tỉnh cũ của Việt Nam Dân chủ Cộng hòa và Cộng hòa miền Nam Việt Nam.

## Lịch sử
Ngày 12 tháng 9 năm 1947, Ủy ban Kháng chiến hành chính Nam Bộ (chính quyền Việt Nam Dân chủ Cộng hòa) ban hành Chỉ thị số 50/CT về việc thành lập tỉnh Long Châu Tiền trên cơ sở một phần của tỉnh Châu Đốc và một phần của tỉnh Long Xuyên.
Tỉnh Long Châu Tiền có 5 quận: Tân Châu, Hồng Ngự, Chợ Mới, Châu Phú B, Lấp Vò.
Ngày 14 tháng 5 năm 1949, quận Lấp Vò được trả về tỉnh Sa Đéc. Cũng trong năm đó, quận Tân Châu của tỉnh Long Châu Tiền chia thành 2 quận mới Phú Châu và Tân Châu.
Tháng 6 năm 1951, hợp nhất tỉnh Long Châu Tiền và tỉnh Sa Đéc thành tỉnh Long Châu Sa.
Tháng 5 năm 1974, Cộng hòa miền Nam Việt Nam tái lập tỉnh Long Châu Tiền.
Tỉnh Long Châu Tiền có thị xã Tân Châu (tỉnh lỵ) và 5 huyện: An Phú, Phú Tân A, Phú Tân B, Hồng Ngự, Tam Nông (nay là các huyện Tam Nông, Thanh Bình, tỉnh Đồng Tháp).
Tỉnh Long Châu Tiền tồn tại cho đến tháng 2 năm 1976.
Tỉnh này không được chính quyền Việt Nam Cộng hòa công nhận. Địa bàn tỉnh Long Châu Tiền tương ứng với một phần các tỉnh An Giang, Châu Đốc và Kiến Phong của Việt Nam Cộng hòa.
Ngày 20 tháng 9 năm 1975, Bộ Chính trị ban hành Nghị quyết số 245-NQ/TW về việc:
- Hợp nhất tỉnh Long Châu Hà, tỉnh Rạch Giá (ngoại trừ 2 huyện Vĩnh Thuận, An Biên: trừ 2 xã Đông Yên và Tây Yên) và huyện Thốt Nốt của tỉnh Cần Thơ thành một tỉnh, tên gọi tỉnh mới cùng với nơi đặt tỉnh lỵ sẽ do địa phương đề nghị lên.
- Hợp nhất tỉnh Long Châu Tiền, tỉnh Sa Đéc và tỉnh Kiến Tường thành một tỉnh, tên gọi tỉnh mới cùng với nơi đặt tỉnh lỵ sẽ do địa phương đề nghị lên.

Ngày 20 tháng 12 năm 1975, Bộ Chính trị ban hành Nghị quyết số 19/NQ về việc:
- Hợp nhất phía Tây tỉnh Long Châu Tiền và tỉnh Long Châu Hậu (tỉnh An Giang cũ bao gồm cả tỉnh Long Xuyên, tỉnh Châu Đốc và trừ huyện Thốt Nốt của tỉnh Cần Thơ) thành một tỉnh, tên gọi tỉnh mới cùng với nơi đặt tỉnh lỵ sẽ do địa phương đề nghị lên.
- Hợp nhất tỉnh Rạch Giá cũ và 3 huyện: Hà Tiên, Phú Quốc, Châu Thành A của tỉnh Long Châu Hà thành một tỉnh, tên gọi tỉnh mới cùng với nơi đặt tỉnh lỵ sẽ do địa phương đề nghị lên.

Ngày 24 tháng 2 năm 1976, Chính phủ Cách mạng lâm thời Cộng hòa miền Nam Việt Nam ban hành Nghị định số 3/NQ/1976 về việc:
- Hợp nhất tỉnh An Giang (toàn bộ tỉnh An Giang cũ trước chia ra nay nhập lại giữ tên tỉnh An Giang); một số huyện của tỉnh Long Châu Hà; hai huyện của tỉnh Long Châu Tiền và một huyện của tỉnh Sa Đéc thành một tỉnh, lấy tên là tỉnh An Giang.
- Hợp nhất tỉnh Rạch Giá cũ và ba huyện của tỉnh Long Châu Hà thành một tỉnh, lấy tên là tỉnh Kiên Giang.

Địa bàn tỉnh Long Châu Tiền nay một phần thuộc tỉnh An Giang, một phần thuộc tỉnh Đồng Tháp.